# Trilacuna longtankou
Espèce
Trilacuna longtankou est une espèce d'araignées aranéomorphes de la famille des Oonopidae.

## Distribution
Cette espèce est endémique du Guizhou en Birmanie,. Elle se rencontre dans le district de Liuzhi.

## Description
Le mâle holotype mesure 1,93 mm.

## Systématique et taxinomie
Cette espèce a été décrite par Tong et Li en 2020.

## Étymologie
Son nom d'espèce lui a été donné en référence au lieu de sa découverte, Longtankou.

## Publication originale
- Huang, Zhang, Tong & Li, 2020 : « A new species of the genus Trilacuna (Araneae, Oonopidae) from Guizhou Province, China. » Acta Arachnologica Sinica, vol. 29, no 2, p. 94-98.